# La Garde-Adhémar
Pour les articles homonymes, voir Lagarde.
La Garde-Adhémar est une commune française située dans le département de la Drôme, en région Auvergne-Rhône-Alpes.
L'histoire de cette commune est liée à celle de la famille d'Adhémar, qui lui a donné son nom.

## Géographie

### Localisation
La commune est située dans le sud du département, à l'est de Pierrelatte.

### Relief et géologie
Le village est construit sur une crête rocheuse dominant la vallée du Rhône au niveau de Pierrelatte.
Sites particuliers :
- Combe du Luc ;
- Combe Léron ;
- Montagne Collet (171 m) ;
- Montaury (117 m) ;
- Plaine de Saint-Romain ;
- Serre du Buis ;
- Val de Magne.

### Hydrographie
La Garde-Adhémar est arrosée par les cours d'eau suivants :
- la Berre, affluent du canal de Donzère-Mondragon (28,3 km) ;
- le canal de Donzère-Mondragon ;
- le Charron ;
- les Écharavelles.

### Climat
Pour des articles plus généraux, voir Climat d'Auvergne-Rhône-Alpes et Climat de la Drôme.
En 2010, le climat de la commune est de type climat méditerranéen franc, selon une étude du CNRS s'appuyant sur une série de données couvrant la période 1971-2000. En 2020, Météo-France publie une typologie des climats de la France métropolitaine dans laquelle la commune est exposée à un climat méditerranéen et est dans la région climatique  Provence, Languedoc-Roussillon, caractérisée par une pluviométrie faible en été, un très bon ensoleillement (2 600 h/an), un été chaud (21,5 °C), un air très sec en été, sec en toutes saisons, des vents forts (fréquence de 40 à 50 % de vents > 5 m/s) et peu de brouillards. 
Pour la période 1971-2000, la température annuelle moyenne est de 13,3 °C, avec une amplitude thermique annuelle de 18,2 °C. Le cumul annuel moyen de précipitations est de 848 mm, avec 5,9 jours de précipitations en janvier et 3,6 jours en juillet. Pour la période 1991-2020, la température moyenne annuelle observée sur la station météorologique de Météo-France la plus proche, sur la commune de Pierrelatte à 5 km à vol d'oiseau, est de 14,4 °C et le cumul annuel moyen de précipitations est de 795,2 mm,. Pour l'avenir, les paramètres climatiques de la commune estimés pour 2050 selon différents scénarios d'émission de gaz à effet de serre sont consultables sur un site dédié publié par Météo-France en novembre 2022.

### Voies de communication et transports

#### Réseau routier
L'accès à La Garde-Adhémar se fait par la route départementale RD 458, depuis Les Granges-Gontardes, au nord, ou Saint-Paul-Trois-Châteaux, au sud. De là, une route dessert le village, la RD 572.
L'autoroute A7 traverse la commune, à l'ouest, dans le sens nord-sud, mais sans sortie directe. Les sorties les plus proches sont les  18 au nord, et  19 au sud.

#### Réseau ferroviaire
La ligne de Combs-la-Ville à Saint-Louis (LGV) (ligne à grande vitesse Paris – Marseille) traverse le territoire communal. La LGV franchit l'autoroute, ainsi que le canal de Donzère-Mondragon par deux viaducs successifs.
Les gares les plus proches sont celles de Pierrelatte et Donzère, toutes deux implantées sur la ligne de Paris-Lyon à Marseille-Saint-Charles (ligne Paris – Lyon – Marseille).

#### Aérodrome
L'aérodrome de Pierrelatte est situé en partie sur la commune.

#### Transports en commun
La ligne de bus no 42 (Avignon – Montélimar) dessert quotidiennement la commune, avec plusieurs allers-retours.

## Urbanisme

### Typologie
Au 1er janvier 2024, La Garde-Adhémar est catégorisée commune rurale à habitat dispersé, selon la nouvelle grille communale de densité à 7 niveaux définie par l'Insee en 2022.
Elle est située hors unité urbaine. Par ailleurs la commune fait partie de l'aire d'attraction de Pierrelatte, dont elle est une commune de la couronne,. Cette aire, qui regroupe 17 communes, est catégorisée dans les aires de moins de 50 000 habitants,.

### Occupation des sols
L'occupation des sols de la commune, telle qu'elle ressort de la base de données européenne d’occupation biophysique des sols Corine Land Cover (CLC), est marquée par l'importance des territoires agricoles (60,3 % en 2018), une proportion sensiblement équivalente à celle de 1990 (60,4 %). La répartition détaillée en 2018 est la suivante : zones agricoles hétérogènes (36,3 %), forêts (25,1 %), terres arables (22,2 %), milieux à végétation arbustive et/ou herbacée (7,4 %), eaux continentales (2,9 %), espaces verts artificialisés, non agricoles (2 %), cultures permanentes (1,8 %), zones urbanisées (1,7 %), zones industrielles ou commerciales et réseaux de communication (0,5 %). L'évolution de l’occupation des sols de la commune et de ses infrastructures peut être observée sur les différentes représentations cartographiques du territoire : la carte de Cassini (XVIIIe siècle), la carte d'état-major (1820-1866) et les cartes ou photos aériennes de l'IGN pour la période actuelle (1950 à aujourd'hui).

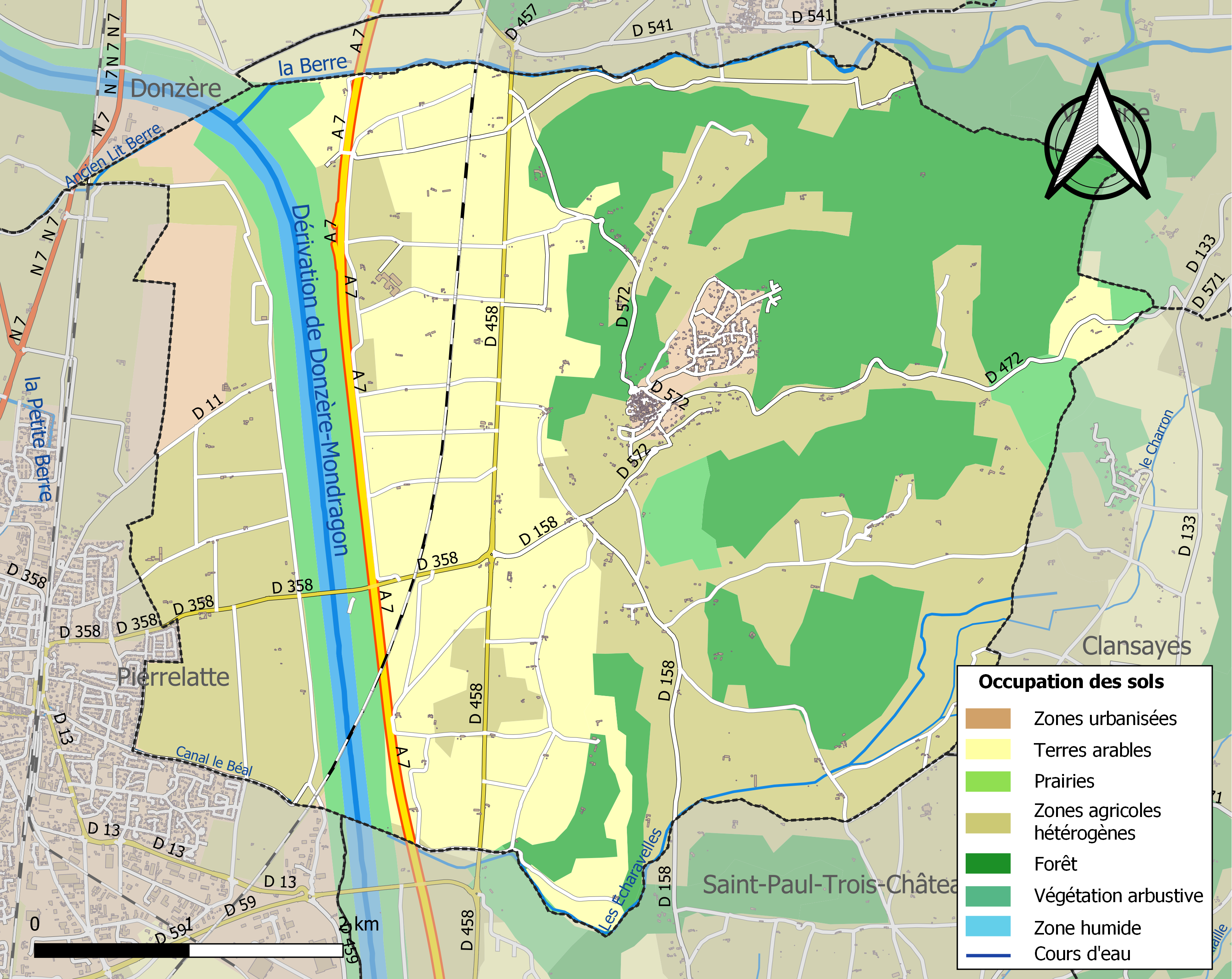
Carte des infrastructures et de l'occupation des sols de la commune en 2018 (CLC).

### Morphologie urbaine

#### Quartiers, hameaux et lieux-dits
Site Géoportail (carte IGN) :
- Aérodrome de Montélimar
- Bois de la Dame
- Bois de La Fayette
- Borias
- Boudon
- Carrière de la Pessade
- Chabrelet
- Chaix
- Chanteperdrix
- Chapelle du Val des Nymphes
- Château de Chartroussas
- Chemin du Loup
- Croix de la Graille
- Espirouet
- la Baque
- la Berre
- la Garenne
- la Glacière
- la Jacotte
- la Justice
- la Pontbrianne
- la Rabaste
- la Ramée
- la Tuilerie
- le Chélas
- le Colombier
- le Creux Rouge
- le Jarrus
- le Mamarteau
- le Plan
- le Planas
- le Puy
- les Bonnes Filles
- les Borias
- les Boursiers
- les Buissières
- les Coudoulets
- les Escoirasses
- les Escombes
- les Escrottes
- les Fayettes
- les Fréresses
- les Garrigues
- les Grandes Terres
- les Grands Prés
- les Jaffagnards
- les Marais
- les Montjars
- les Péreyrets
- les Pessades
- les Riailles
- les Ribiers
- les Rochettes
- les Rosières
- les Rouvières
- les Sibarots
- les Terres Noires
- les Vignoulas
- Lingtier
- Magne
- Mas de la Côte
- Romany
- Saint-Joseph
- Sauveton
- Trèves

### Risques naturels et technologiques
La commune de La Garde-Adhémar a été touchée par de multiples tremblements de terre d’intensité allant jusqu’à VI-VII sur l’échelle MSK. L’épisode sismique le plus ancien est l’essaim de séismes de l’été 1873, où un mois de séismes avec l’épicentre à Châteauneuf-du-Rhône occasionnent quelques dégâts. Deux secousses ont lieu le 27 janvier 1897 ; du 26 décembre 1907 au 10 janvier 1908, une série de petits tremblements de terre sont ressentis, suivies d’autres en octobre-novembre 1910 et août 1914 ; entre le 1er mai 1934 et décembre de la même année, des centaines de séismes se produisent dans le Tricastin et sont ressentis dans la commune, avec une intensité allant jusqu’à VII sur l’échelle MSK, occasionnant l’installation de sismographes aux Granges-Gontardes, qui détectent un séisme d’intensité VI à La Garde le 13 février 1936.

## Toponymie
Le nom en provençal est La Gardo Azemar.

### Attestations anciennes
- 1122 : mention de l'église : ecclesia de Guarda in Tricastrino (Juénin, Histoire de Tournus, 150)[21] ;
- 1179 : mention de l'église Saint-Michel : capella Sancti Michaelis de Garda (Juénin, Histoire de Tournus, 174)[21] ;
- 1223 : ad Guardam[22] ;
- 1291 : castrum de Garda (cartulaire de Montélimar, 32)[21] ;
- 1334 : Guarda Adhemari (cartulaire de Montélimar, 32)[21],[22],[23] ;
- 1579 : La Garde des Aimars (archives de la Drôme, E 2454)[21] ;
- 1793 (Révolution) : Garde-sur-Roche[21] ;
- 1891 : La Garde-Adhémar, commune du canton de Pierrelatte[21].

### Étymologie
Le premier élément dérive de l'occitan gàrda, autrement gàrdo, issu du germanique wart « garde » → « tour de garde » → « forteresse ». Cf. Lawarde (Picardie, Somme, Guarda 1117) et Vardes (Normandie, Seine-Maritime, ad Gardes 1210; Wardres vers 1240 cacographie pour *Wardes).
Le second élément -Adhemar > -Adhémar est attesté tardivement (XIIIe et XIVe siècles, voir supra). Il s'agit du nom du seigneur de l'époque de la famille d'Adhémar. L'anthroponyme Adhemar est un nom d’homme occitan d’origine germanique.

## Histoire

### Antiquité: les Gallo-romains
Présence romaine :
- Découverte de mosaïques, sarcophage, sculptures, inscriptions.
- Autels avec dédicace (christianisés, dans l'église).

Le Val des Nymphes tiendrait son nom d'un culte gallo-romain près des sources qui l'arrosent. Un autel votif aux nymphes, retrouvé au début du XXe siècle près du site, est conservé dans l'entrée de l'église paroissiale Saint-Michel de la Garde-Adhémar[réf. nécessaire].

### Du Moyen Âge à la Révolution
Fief des Adhémar dès le XIIe siècle.
La seigneurie :
- Au point de vue féodal, la Garde-Adhémar était une baronnie premièrement possédée par les Adhémar, de laquelle relevaient les terres de la Bâtie-Rolland, Cléon-d'Andran, les Granges-Gontardes, le Pont-de-Barret, Portes et le Puy-Saint-Martin.
- 1290 : les Adhémar l'hommagent aux comtes de Valentinois.
- 1543 : elle est acquise par les Escalin des Aimars.
- 1646 : les Escalin des Aimars obtiennent l'érection de la Garde-Adhémar en marquisat.
- 1706 : le marquisat passe (par héritage) aux Castellane-Adhémar.
- 1771 : il est vendu aux Villeneuve-Vence.
- 1784 : vendu aux Hugues, derniers seigneurs.

Le castrum de la Garde fut probablement implanté au XIe siècle sur l'éperon rocheux. Son nom souligne la fonction défensive et de surveillance de la vallée du Rhône et du vallon du Rieu.
- Fin XIe siècle (ou XIIe siècle) : un premier rempart protège les bâtiments essentiels (l'ensemble castral et l'église Saint-Michel) et quelques habitations.
- XIIIe siècle : les populations paysannes du Val des Nymphes, attirées par le renforcement du pouvoir seigneurial des Adhémar, s'installent à l'intérieur du castrum, ce qui nécessite son extension et la construction d'une seconde enceinte. L'habitat et les trois églises du Val des Nymphes (Saint-Martin, Saint-Pierre, Saint-Roman) disparaissent du paysage et de la mémoire collective.
- Dans le castrum, les réaménagements médiévaux soulignent la fonction résidentielle plutôt que défensive. Les observations archéologiques actuelles mettent en évidence des maisons-tours romanes, une aula (pièce résidentielle) seigneuriale au-dessus d'un vaste cellier, une maison aristocratique à fenêtres géminées. L'église Saint-Michel, originale par sa double abside, est un bel exemple de l'art roman provençal du XIIIe siècle[réf. nécessaire].

L'église Saint-Michel est mentionnée en 1119 : capella Sancti Michaelis de Gaba (Juénin, Histoire de Tournus, 145).
Au XVIe siècle, un château Renaissance fut édifié par Antoine Escalin, baron de La Garde, ambassadeur et général des galères de France[réf. nécessaire].
Ce château, détruit pendant la Révolution française, fut la demeure de Pauline de Grignan, marquise de Simiane, fille de Françoise de Sévigné, comtesse de Grignan, et petite-fille de Mme de Sévigné. Le château faisait partie de la succession du marquis de La Garde, mort en 1713, dont Mme de Simiane fut la légataire universelle. Une tour subsiste encore, on dit que Charles IX et Catherine de Médicis y auraient passé une nuit[réf. nécessaire].
Vers 1750 (démographie) : la communauté de la Garde-Adhémar (qui comprend alors le territoire des Granges-Gontardes) est composée de 250 maisons et d'environ 350 habitants.
Avant 1790, la Garde-Adhémar était une communauté de l'élection de Montélimar, subdélégation de Saint-Paul-Trois-Châteaux et de la sénéchaussée de Montélimar.

Elle formait une paroisse du diocèse de Saint-Paul-Trois-Châteaux. Son église, dédiée à saint Michel, était celle d'un prieuré de bénédictins, dépendant du prieuré du Val-des-Nymphes (voir ce nom), qui fut uni en 1539 au chapitre de Grignan, lequel a été, de ce chef, collateur et décimateur dans la paroisse de la Garde-Adhémar jusqu'à la Révolution.

### De la Révolution à nos jours
En 1790, la Garde-Adhémar devient une municipalité du canton de Donzère, mais la réorganisation de l'an VIII (1799-1800) en fait une commune du canton de Pierrelatte.

## Politique et administration

### Liste des maires
| Période                                                                      | Période                    | Identité                                         | Étiquette        | Qualité               |
| ---------------------------------------------------------------------------- | -------------------------- | ------------------------------------------------ | ---------------- | --------------------- |
| Les données manquantes sont à compléter. : de la Révolution au Second Empire |                            |                                                  |                  |                       |
| 1790                                                                         | 1871                       | ?                                                |                  |                       |
| Les données manquantes sont à compléter. : depuis la fin du Second Empire    |                            |                                                  |                  |                       |
| 1871                                                                         | 1874                       | ?                                                |                  |                       |
| 1874                                                                         | 1878                       | ?                                                |                  |                       |
| 1878                                                                         | 1884                       | ?                                                |                  |                       |
| 1884                                                                         | 1888                       | ?                                                |                  |                       |
| 1888                                                                         | 1892                       | ?                                                |                  |                       |
| 1892                                                                         | 1896                       | ?                                                |                  |                       |
| 1896                                                                         | 1900                       | ?                                                |                  |                       |
| 1900                                                                         | 1904                       | ?                                                |                  |                       |
| 1904                                                                         | 1908                       | ?                                                |                  |                       |
| 1908                                                                         | 1912                       | ?                                                |                  |                       |
| 1912                                                                         | 1919                       | ?                                                |                  |                       |
| 1919                                                                         | 1925                       | ?                                                |                  |                       |
| 1925                                                                         | 1929                       | ?                                                |                  |                       |
| 1929                                                                         | 1935                       | ?                                                |                  |                       |
| 1935                                                                         | 1945                       | ?                                                |                  |                       |
| 1945                                                                         | 1947                       | ?                                                |                  |                       |
| 1947                                                                         | 1953                       | ?                                                |                  |                       |
| 1953                                                                         | 1959                       | ?                                                |                  |                       |
| 1959                                                                         | 1965                       | ?                                                |                  |                       |
| 1965                                                                         | 1971                       | ?                                                |                  |                       |
| 1971                                                                         | 1977                       | ?                                                |                  |                       |
| 1977                                                                         | 1983                       | ?                                                |                  |                       |
| 1983                                                                         | 1989                       | ?                                                |                  |                       |
| 1989                                                                         | 1995                       | ?                                                |                  |                       |
| 1995                                                                         | 2001                       | ?                                                |                  |                       |
| 2001                                                                         | 2007                       | Raymond Girbaud                                  |                  |                       |
| 2007                                                                         | 2020                       | Christian Chabert                                | (sans étiquette) | agriculteur           |
| 2020                                                                         | En cours (au 15 Mars 2020) | François Laplanche-Servigne[source insuffisante] | (sans étiquette) | maître de conférences |

### Enseignement
Les élèves de La Garde-Adhémar commencent leurs études à l'école maternelle située dans le quartier des Montjars puis à l'école primaire de la commune, qui comporte deux classes pour 41 enfants.

### Manifestations culturelles et festivités
- Fête : le 29 septembre[24].

## Économie

### Agriculture
En 1992 : céréales, fruits, truffes, vignes (vin AOC Coteaux du Tricastin), ovins.
La commune est dans la zone de production des vins AOC Grignan-les-adhémar, anciennement Coteaux du Tricastin, ainsi que dans celle de la truffe du Tricastin. Deux domaines viticoles, une ferme biologique et une fromagerie sont installés sur la commune.

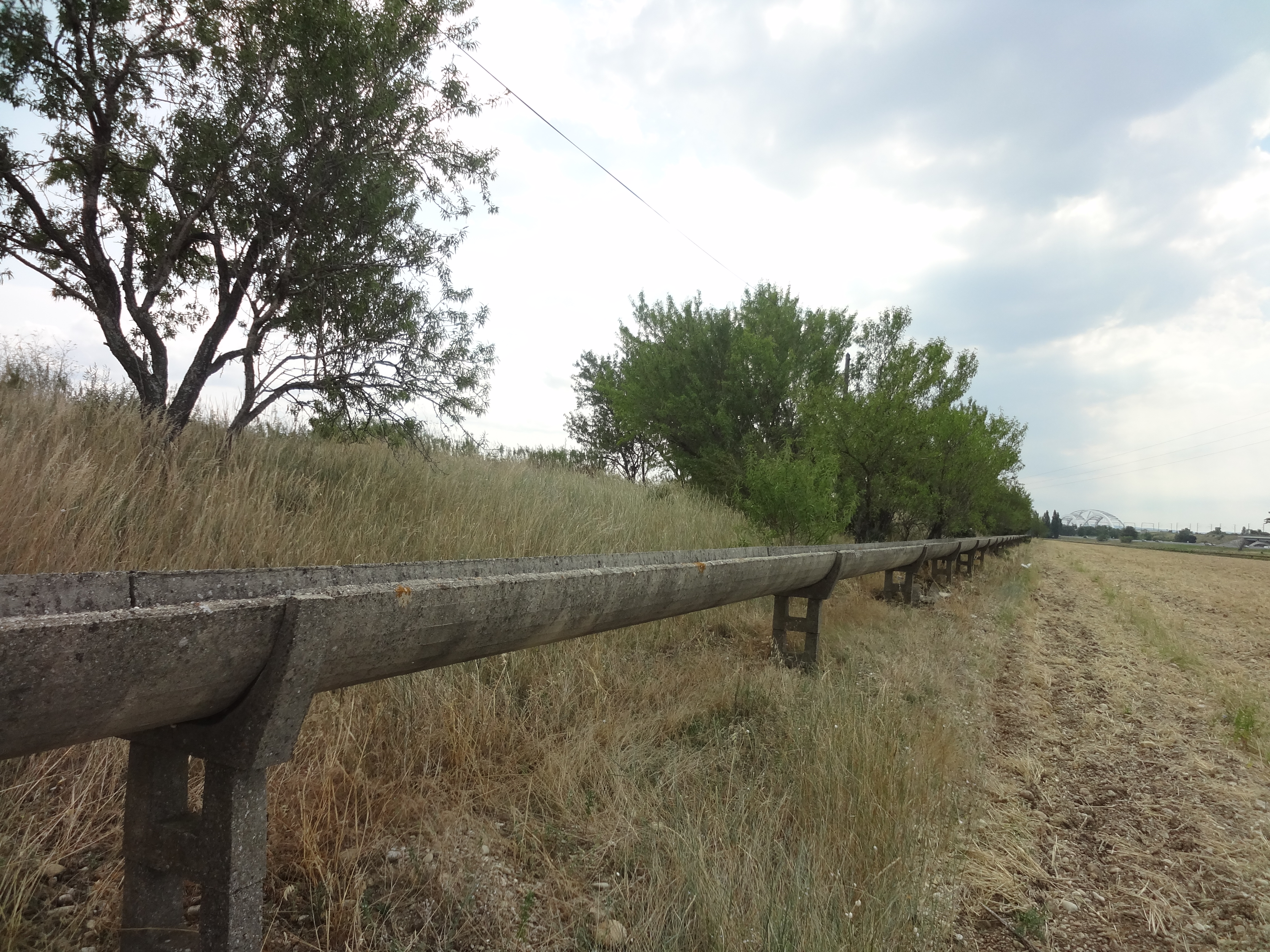
Canalisation d’irrigation gravitaire en béton.
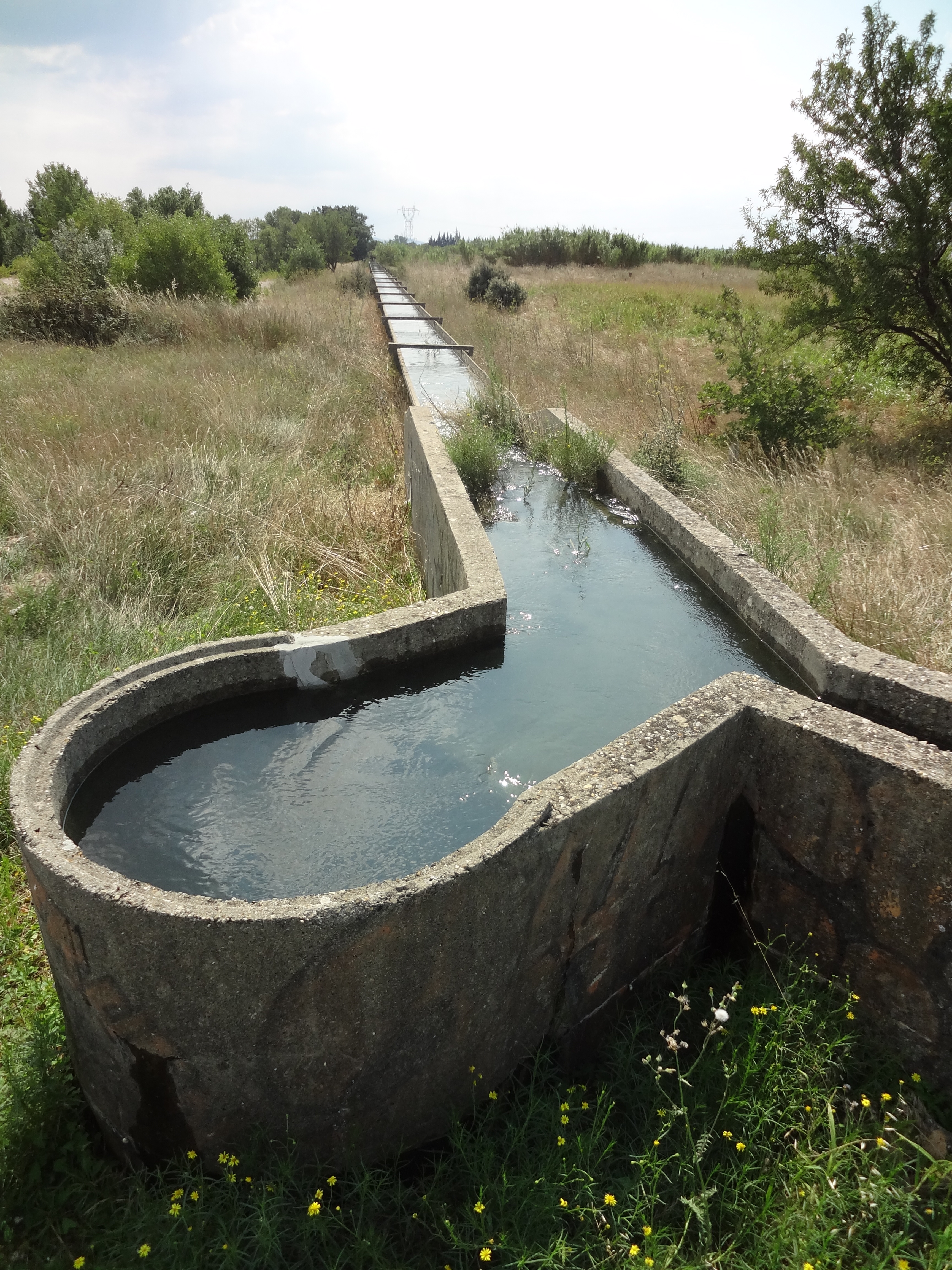
Irrigation gravitaire : autre vue.

### Commerces
- Une épicerie[réf. nécessaire].
- Trois restaurants[réf. nécessaire].
- Le café L'Absinthe, membre du réseau Bistrot de pays[29], adhère à une charte qui a but de « contribuer à la conservation et à l’animation du tissu économique et social en milieu rural par le maintien d’un lieu de vie du village »[30].

### Artisanat
Plusieurs artisans, notamment liés au secteur du bâtiment, sont présents sur la commune.

### Industrie
La société GELPALM, affiliée au Groupe ARDO, est spécialisée dans le secteur des légumes, herbes aromatiques et fruits surgelés.

### Tourisme
Plusieurs gîtes et chambres d'hôtes.

## Culture locale et patrimoine

### Lieux et monuments
- Village médiéval (site inscrit) : restes de remparts (XIIIe siècle[réf. nécessaire]), ruelles, voûtes, maisons du XIIe siècle au XVIIIe siècle, fontaine médiévale[24].
- Église Saint-Michel (MH) de style roman provençal (XIIe siècle) : nef à berceau brisé, deux absides opposées en cul-de-four, croisée couverte d'une coupole octogonale sur trompes, clocher octogonal (refait au XIXe siècle), Vierge romane (objet classé) et Vierge Renaissance (objet classé)[24].

D'abord chapelle castrale (XIe siècle ?), elle devient au début du XIIe siècle église paroissiale, dépendante de l'abbaye de Tournus jusqu'en 1540, époque où le pape Paul III l'attribue au chapitre de l'église collégiale de Grignan, qui en perçut les revenus jusqu'à la Révolution[réf. nécessaire].
- Restes du château Renaissance des Escalin[24].
- L'hôtel de Simiane (propriété privée) fait face à l'église Saint-Michel. Bâti sur des ruines antiques, il date du XVIe siècle. Il doit son nom à sa propriétaire, Pauline de Simiane, petite fille de la Marquise de Sévigné qui évoque la propriété dans ses lettres[réf. nécessaire].
- Chapelle de Pénitents (Pénitents Blancs[réf. nécessaire]) : fresques des XVIe et XVIIe siècles[24].
- Château de Chartroussas (XIXe siècle)[24].
- Calvaires[24].
- Le Val des Nymphes est situé à l’est de la Garde-Adhémar, entre des collines calcaires et arides. C'est une vallée verdoyante composée de prairies, de vergers et de chênes centenaires. Son nom viendrait d'un culte gallo-romain aux nymphes près des sources qui l’arrosent. Un autel votif aux nymphes, retrouvé au début du XXe siècle près du site, est conservé dans l'entrée de l'église paroissiale Saint-Michel de la Garde-Adhémar. Ce site abrite un des joyaux de l'art roman provençal : le Prieuré du Val des Nymphes[réf. nécessaire].

Ruines de la chapelle du Val-des-Nymphes (MH), ancien prieuré bénédictin des XIe et XIIe siècles : façade d'inspiration romaine, abside en cul-de-four, double étage d'arcatures.

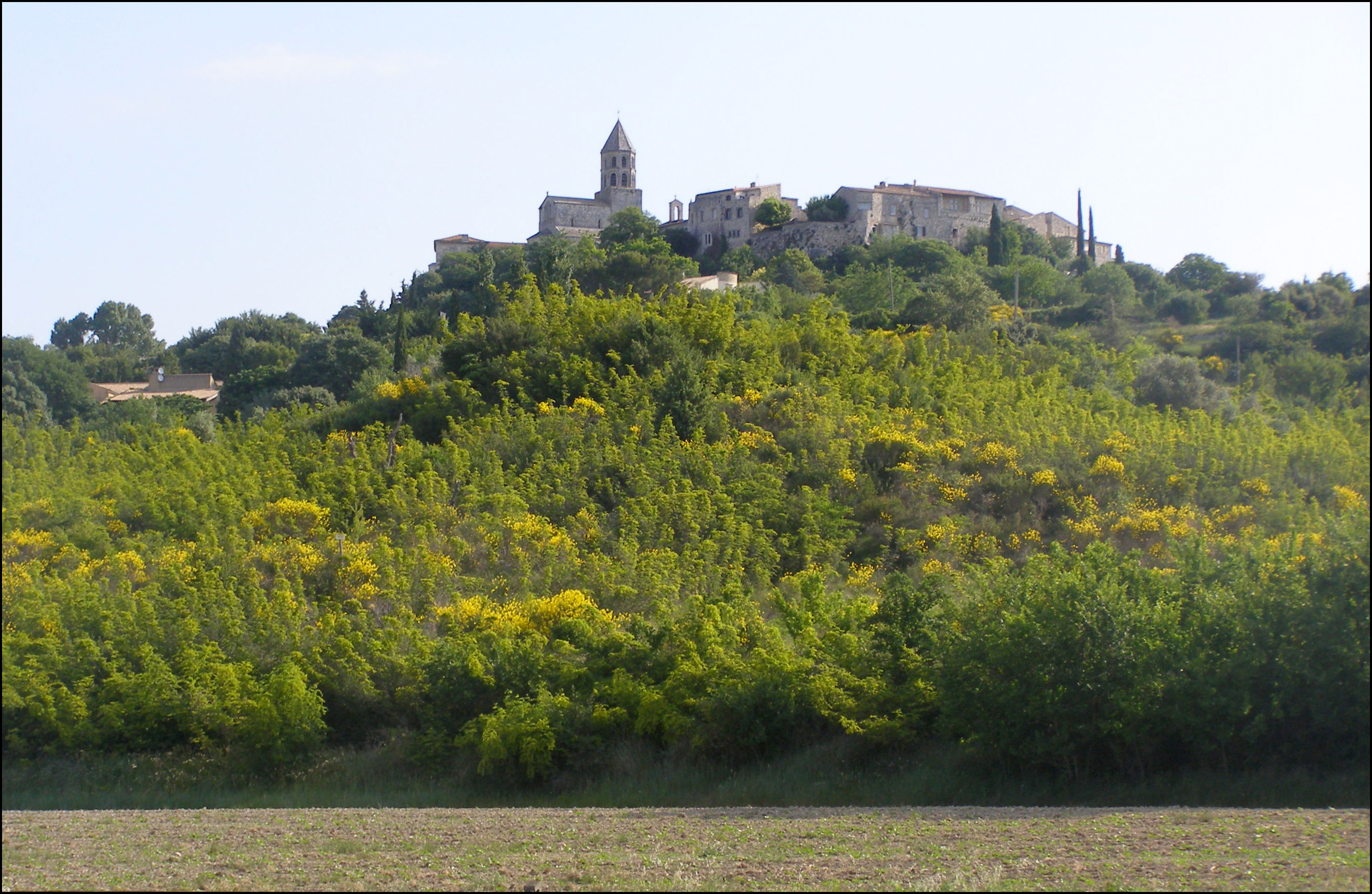
Vue générale sur le village.
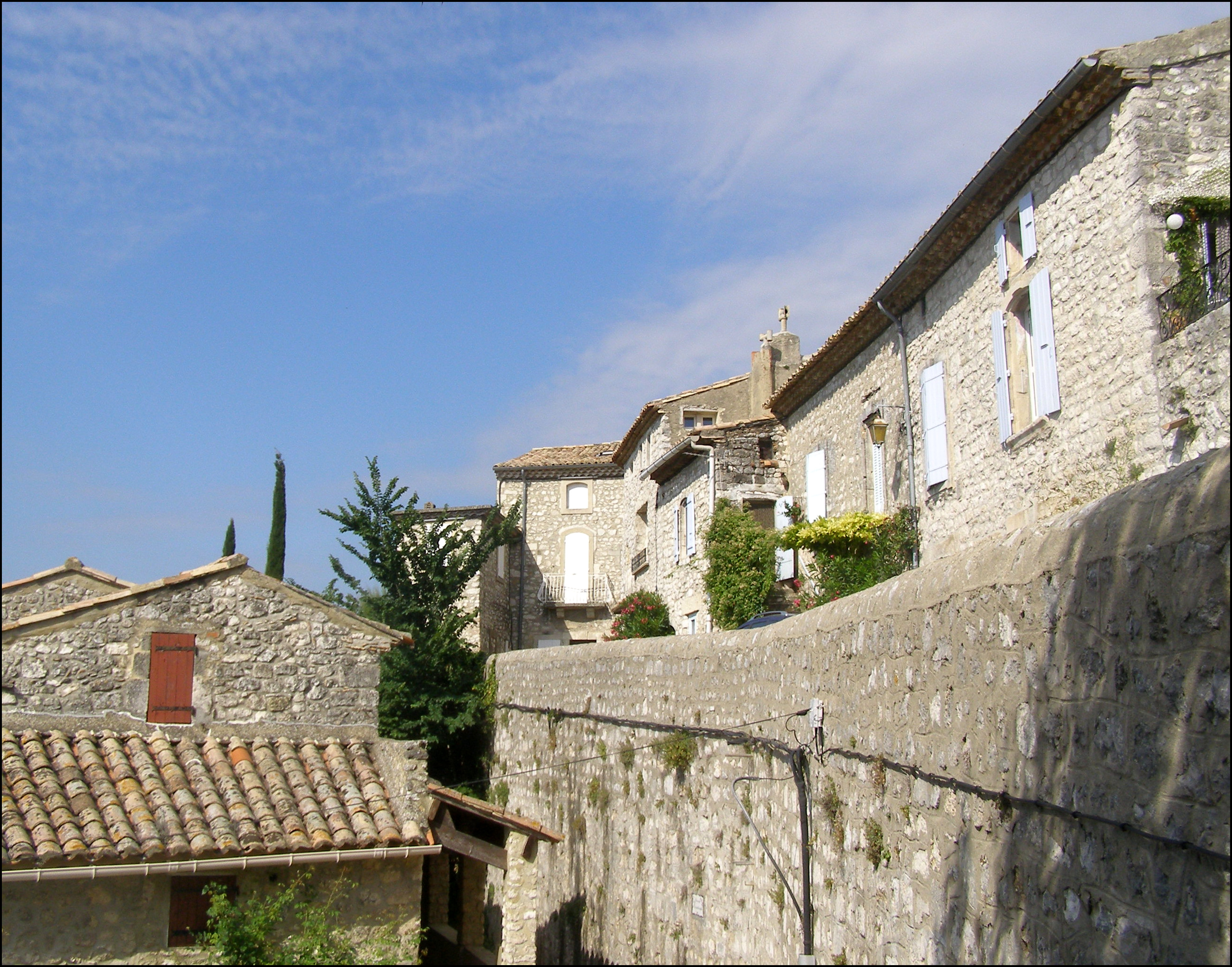
Vue partielle sur le village.
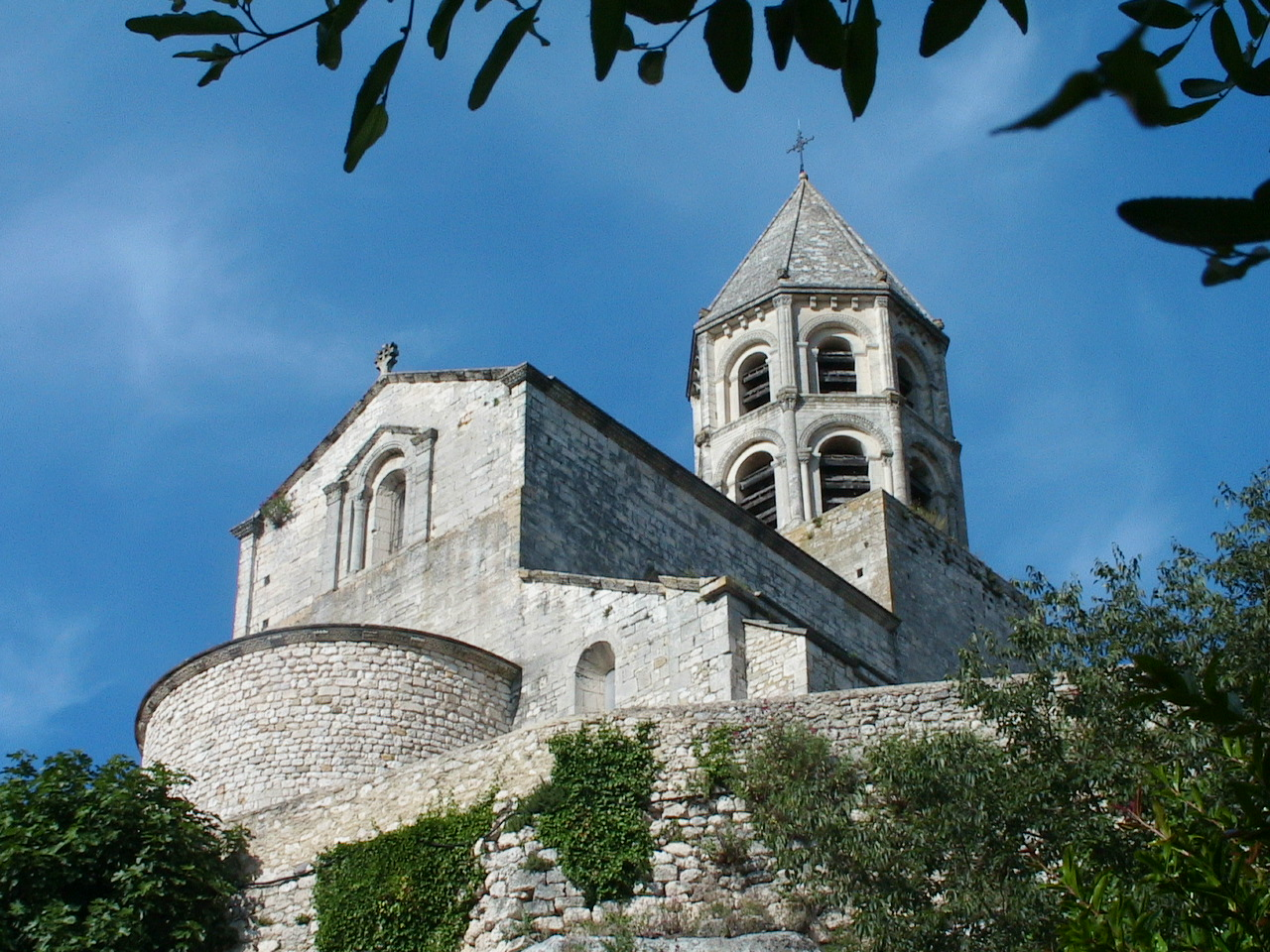
Église Saint-Michel de La Garde-Adhémar.
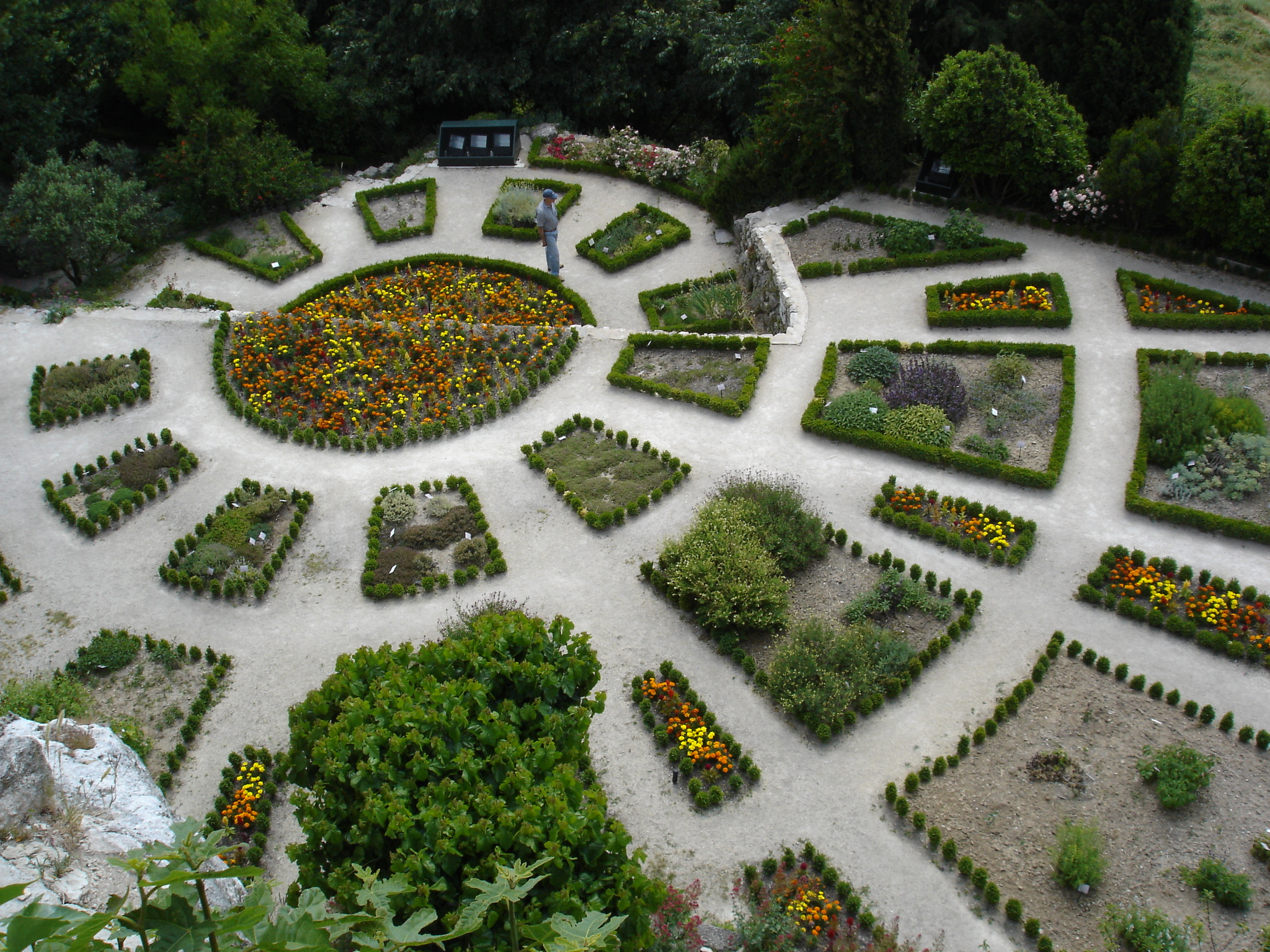
Jardin du presbytère de La Garde-Adhémar.
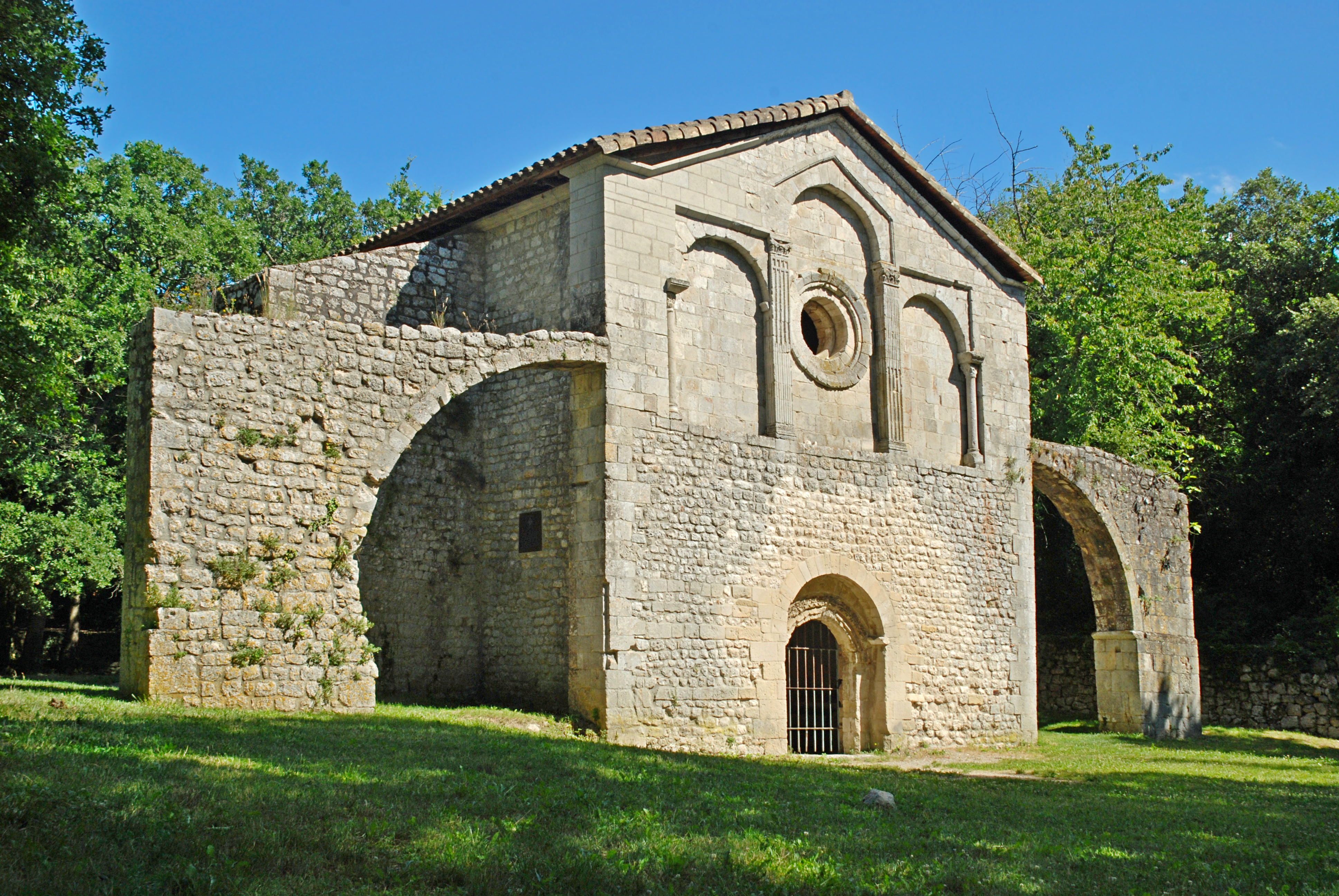
Prieuré du Val des Nymphes.
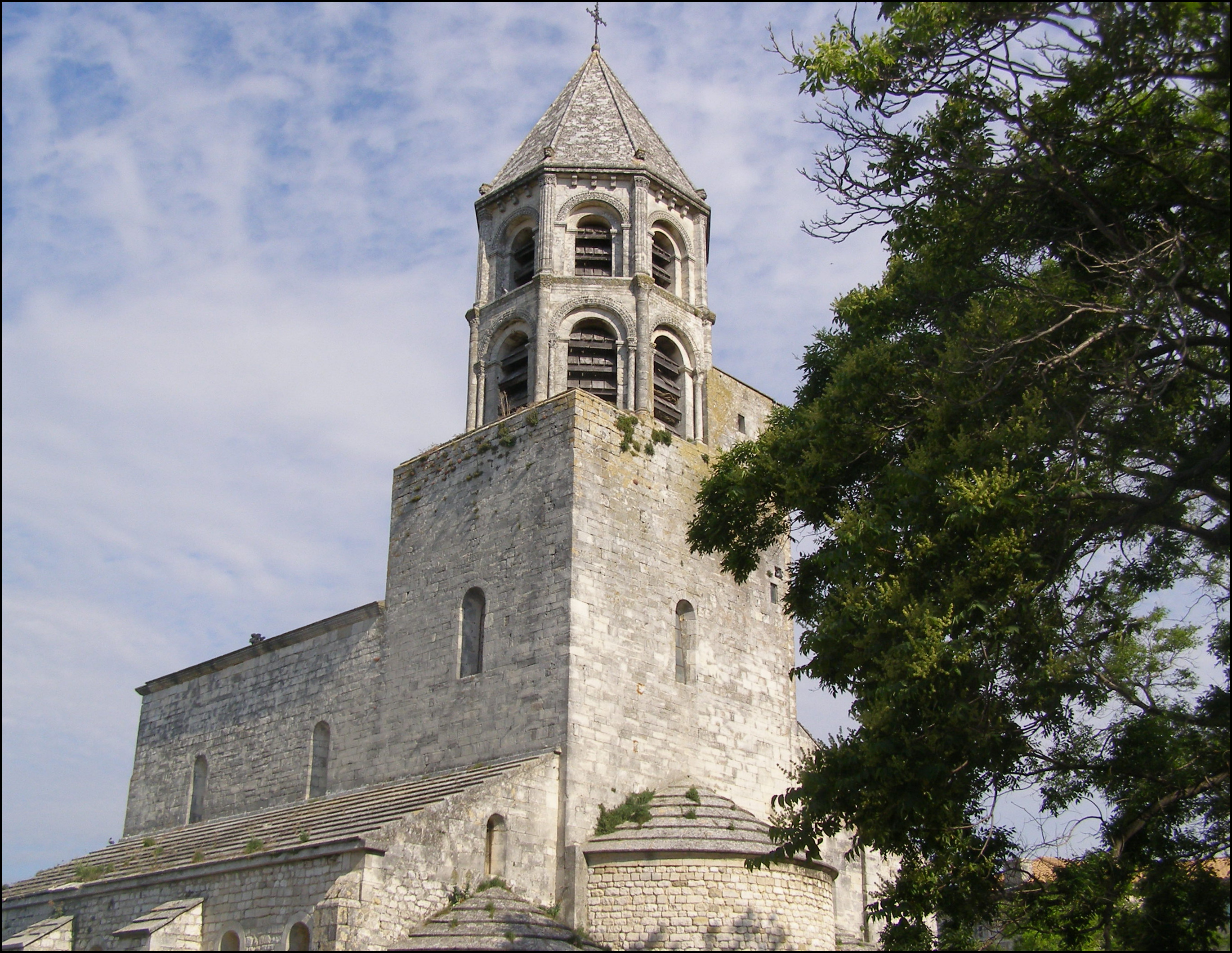
Église Saint-Michel.
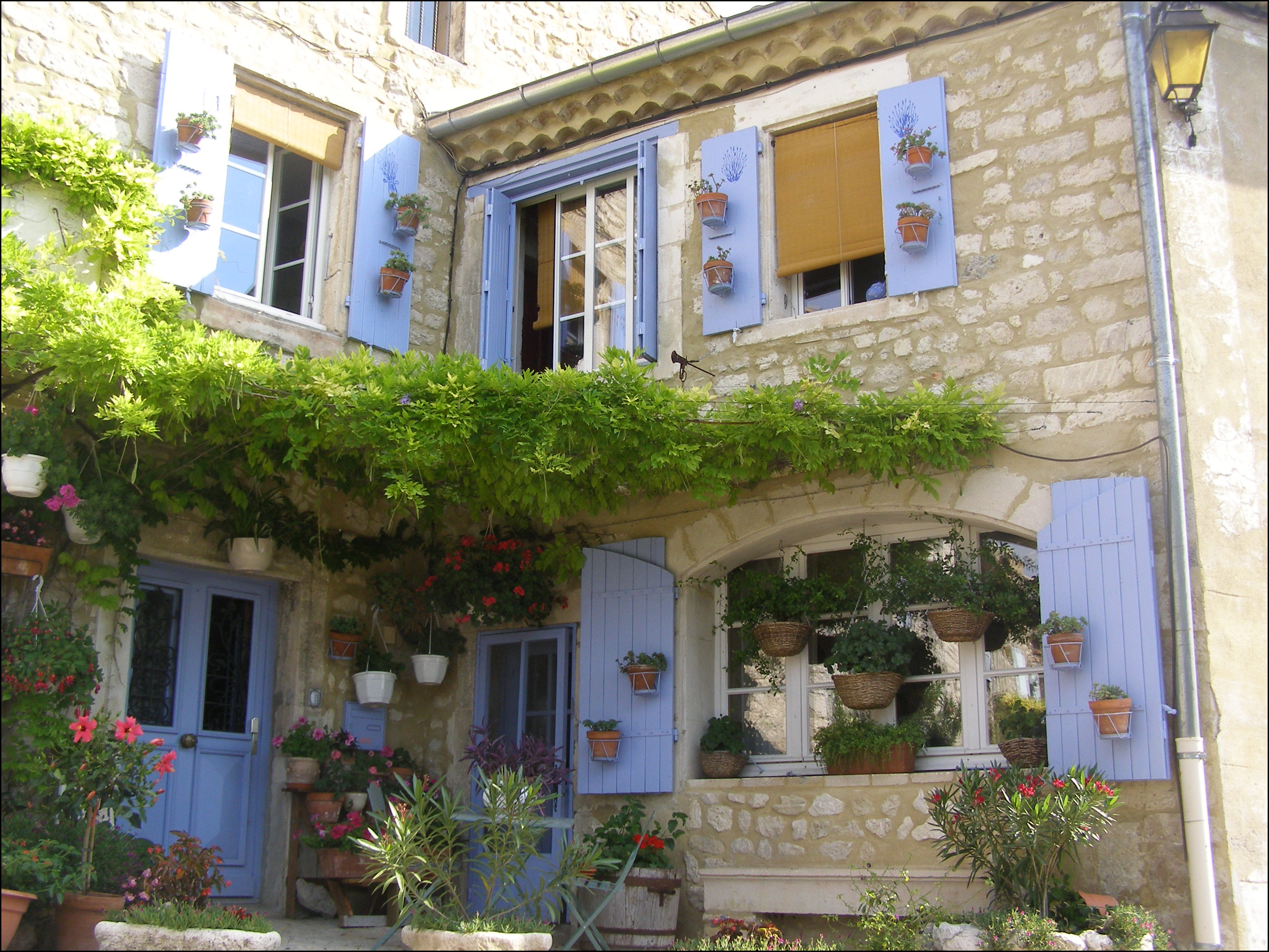
Maison fleurie du village.

### Patrimoine culturel
- Artisanat créateur[24].

La Garde-Adhémar est passée dans l'émission Le Village préféré des Français diffusée sur France 2. Elle est mentionnée dans le livre de Stéphane Bern.

### Patrimoine naturel
- Roche de Montaury, dite Pierre à sacrifice[24].
- Roches du quartier de Jaffagnares et roches de Magne (sites classés)[24].
- Le jardin des Herbes, créé en 1990 par Danielle Arcucci, présente de nombreuses plantes médicinales[réf. nécessaire].

### Personnalités liées à la commune
- Hélie Denoix de Saint Marc y a vécu ses dernières années, il y est décédé le 26 août 2013 et y a été enterré le 30 août[34].
- Antoine Escalin, dit le Paulin, chef militaire catholique des guerres de Religion, y est né et mort (v. 1516-1578). Il y construit un château qui sera détruit à la Révolution.

### Héraldique, logotype et devise
|  | Les armes peuvent se blasonner ainsi : Écartelé : au 1er d’argent à trois fasces (bandes) de gueules, aux 2e et troisième d’azur à la croix pattée d’or chargée d’un besant du même, au 4e d’argent à la croix pattée d’or chargée d’un besant du même. |